# Moncef Lazaâr
Moncef Lazaâr (arabe : لمنصف الأزعر), né le 24 mai 1942 à Tunis et mort le 25 novembre 2018, est un acteur, scénariste et homme de théâtre tunisien.

## Biographie
Moncef Lazaâr joue dans plus de cinquante pièces de théâtre, mais ce sont surtout ses rôles dans des téléfilms qui le font connaître du grand public dans les années 1990, notamment son rôle dans Ghada de Mohamed Hadj Slimane en 1994 aux côtés des acteurs Fethi Haddaoui et Dorsaf Mamlouk, et également son rôle dans El Hassad d'Abdelkader Jerbi en 1995 avec Dalila Meftahi,. 
En 2005, il écrit le scénario de Chara Al Hobb réalisé par Hamadi Arafa.
Il est inhumé au cimetière du Djellaz.

## Télévision
- 1993 : Al Assifa d'Abdelkader Jerbi
- 1994 : Ghada de Mohamed Hadj Slimane : officier de police
- 1995 : El Hassad d'Abdelkader Jerbi : Fethi
- 2005 : Chara Al Hobb de Hamadi Arafa (réalisateur) et Moncef Lazaâr (scénariste) : Maître Rachid, l'avocat
- 2011 : Njoum Elil 3 de Mehdi Nasra : Naceur

## Théâtre
- Almalayika
- Allayl Ah Ya Layl de Noureddine Chouchane
- Baba We Ando Bouh